# REAL 恋愛殺人捜査班
『REAL 恋愛殺人捜査班』（リアル れんあいさつじんそうさはん）は、FODにて2024年7月5日から配信中のテレビドラマ。野村周平と塩野瑛久のW主演で、実在した殺人事件をモチーフにした恋愛がらみの3つの事件が描かれる。

同年7月2日に行われた完成発表会に主演の2名が登壇し、第1話が先行公開された。
2024年10月10日（9日深夜）から11月14日（13日深夜）まで地上波フジテレビ（関東ローカル）で放送された。

## キャスト

### 主要人物
大儀見壮真（おおぎみ そうま）
演 - 野村周平
御仏玲子警視正の命令で警視庁刑事部捜査一課「恋愛感情のもつれによる犯罪特別対策班」に配属された刑事。真面目な性格で、相棒の夢川とは合わないと感じている。

夢川幹也（ゆめかわ みきや）
演 - 塩野瑛久
大儀見同様、「恋愛感情のもつれによる犯罪特別対策班」に配属された刑事。根っからの恋愛体質で、証人にまで手を出している。

### ゲスト

#### Episode.1 - 2
新城修司（あらしろ しゅうじ）〈37〉
演 - 竹財輝之助
人気レストラン「Dionysus」のシェフ。本宮を殺害した容疑をかけられるが、犯行当時、舟木めぐみの静岡でのコンサートを聴きに行き、そのまま彼女の部屋に泊まっていたというアリバイがある。複数の女性と交際しているが、全員を平等に愛しているエシカル・ノン・モノガミーだと主張する。
高野エマ（たかの エマ）〈23〉
演 - 工藤美桜
レストラン「Dionysus」のスーシェフ。新城の部下で交際相手。

本宮亜希子（もとみや あきこ）〈29〉
演 - 山崎真実
ヨガインストラクター。自宅兼ヨガスタジオで飲み物に混入したジギタリスを飲まされて中毒死しているのをスタッフに発見される。新城の交際相手で妊娠していたが、子どもも死亡する。

舟木めぐみ（ふなき めぐみ）〈25〉
演 - 八木アリサ
バイオリニスト。新城の交際相手。
立山真希（たてやま まき）〈29〉
演 - 永瀬琴葉
イベントプランナー。新城の交際相手。

浅間志帆（あさま しほ）〈39〉
演 - 木下あゆ美
フラワーデザイナー。新城の交際相手。大儀見たちから話を聞かれた後に、自宅で死亡する。
- 亮野真貴

#### Episode.3 - 4
君塚明奈（きみづか あきな）〈31〉
演 - 佐津川愛美
北河原高等学校の教師で吹奏楽部顧問。事件後、複数の男子生徒と関係を持っている、とネットで告発される。
村雨大地（むらさめ だいち）〈17〉
演 - 青山凌大
吹奏楽部部員。サックス担当。実は君塚明奈と交際している。
横瀬かなで
演 - 大平采佳
吹奏楽部部員。
教師
演 - 松澤仁晶
北河原高等学校の教師。
吹奏楽部部員
演 - 中野恵那（役名：田村花梨）、山本藍

君塚海人〈37〉
演 - 嵯峨崇司
明奈の夫。会社役員。自宅玄関で刺殺されているのを職場から帰宅した明奈に発見される。
岬かおり〈32〉
演 - 佐藤里歩（Episode.3）
秘書。君塚海人の不倫相手。
後藤果歩〈26〉
演 - 有井ちえ（Episode.3）
会社員。君塚海人の不倫相手。
村雨和雄
演 - 中野剛（Episode.4）
大地の父。
大地の友人
演 - 村田凪（Episode.4）
君塚明奈に対する告発を見たか、大地に訊ねる友人。

#### Episode.5 - 6
刈谷義春（かりや よしはる）〈41〉
演 - 和田正人
朋美の夫。田辺京子とは幼馴染みの同級生だった。
田辺京子〈41〉
演 - 宮地真緒
朋美の姉。介護施設職員。実は義春と不倫している。
刈谷朋美〈40〉
演 - 安藤聖
義春の妻。自宅で大量に睡眠薬と吐き気止めを飲んで死亡する。精神科に通院しており自殺と思われたが、亡くなる直前に撮影した動画で「殺される」と発言していたため、殺人事件ではないかと捜査されることになる。
井畑康〈39〉
演 - 吉田タケシ
朋美の元同僚で10年前、彼女と不倫していた。別れ話の際、手切れ金200万円を朋美らに要求していた。現在は所在不明。
涌井恵子
演 - 久保田磨希
刈谷家の隣人。朋美が亡くなった当日、刈谷家の飼い犬がしきりに鳴いていたと証言する。

- けーすけ[20]（Episode.6）

## スタッフ
- 脚本 - 諸橋隼人、相馬光
- 主題曲 - SIX LOUNGE「Madness」（Sony Music Labels Inc.）
- プロデューサー - 池田綾子（フジテレビ情報制作センター）、古谷忠之（AIR-X）
- プロデュース - 荒木勲（フジテレビ情報制作局情報企画開発部）
- 演出 - 川野浩司、加賀佐知子
- 総合演出 - 長江俊和
- 選曲 - 谷口広紀
- 警察監修 - 古谷謙一
- 制作協力 - NEBULA
- 制作著作 - フジテレビ

## 配信日程
| 話数      | 配信日  | 放送日   | サブタイトル          | 脚本     | 監督       |
| --------- | ------- | -------- | --------------------- | -------- | ---------- |
| Episode.1 | 7月05日 | 10月10日 | 7人の恋人とデスノート | 相馬光   | 長江俊和   |
| Episode.2 | 7月05日 | 10月17日 | 7人の恋人とデスノート | 相馬光   | 長江俊和   |
| Episode.3 | 7月12日 | 10月24日 | 魔性の女性教師        | 諸橋隼人 | 加賀佐知子 |
| Episode.4 | 7月19日 | 10月31日 | 魔性の女性教師        | 諸橋隼人 | 加賀佐知子 |
| Episode.5 | 7月26日 | 11月07日 | 死を予告する妻の叫び  | 諸橋隼人 | 川野浩司   |
| Episode.6 | 8月02日 | 11月14日 | 死を予告する妻の叫び  | 諸橋隼人 | 川野浩司   |